# Жансугуров
Жансугу́ров (каз. Жансүгіров) — село, центр Аксуського району Жетисуської області Казахстану. Адміністративний центр Жансугуровського сільського округу.
У радянські часи село називалось Абакумовка, з 1965 року перейменоване в Джансугуров на честь письменника-земляка Ільяса Джансугурова. До 2013 року мало статус селища.
Населення — 10024 особи (2021; 8288 у 2009, 8830 у 1999, 12454 у 1989).